# Jaycie Phelps
Jaycie Phelps född den 26 september 1979 i Indianapolis, Indiana, är en amerikansk gymnast.
Hon tog OS-guld i lagmångkampen i samband med de olympiska gymnastiktävlingarna 1996 i Atlanta.